# 田厚义
田厚义（1906年2月—1987年11月），是一名中国人民解放军将领，也是中国人民解放军开国少将。

## 生平
1906年出生于湖北省礼山县，曾任湖南军区副参谋长。1955年，授予中国人民解放军少将。